# Armia Świętej Wojny
Armia Świętej Wojny (‏جيش الجهاد المقدس‎ trb. dżisz al-Dżhad al-Mkds trl. ǧīš āl-ǧhād āl-mqds) – nieistniejąca już arabska paramilitarna organizacja samoobrony, która działała w latach 1947–1948 w Mandacie Palestyny i Izraelu. Historycy często nazywali ją „prywatną” armią arabskiego klanu Husajnich.

## Przyczyny powstania

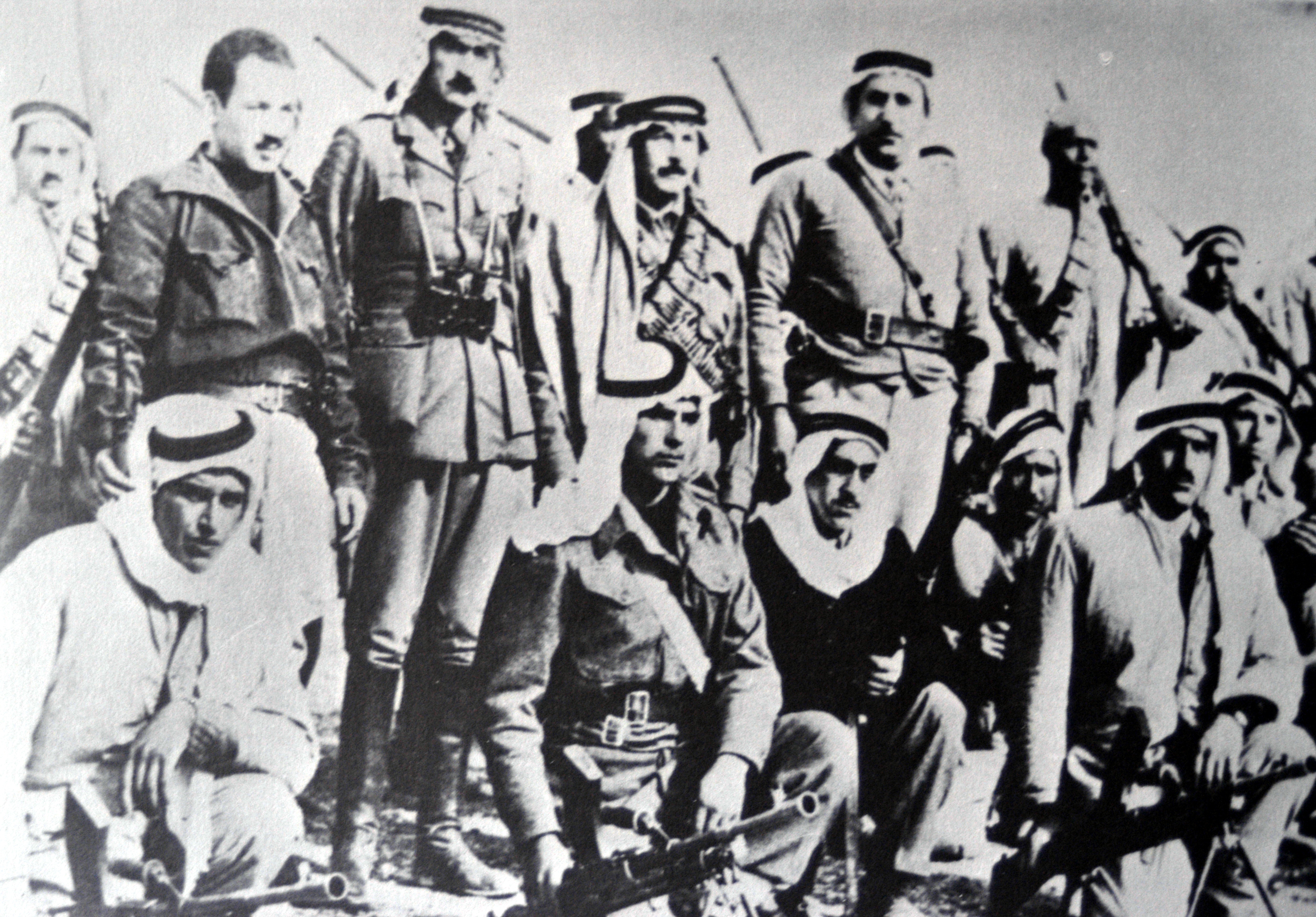
Abd al-Qadir al-Husajni w rejonie Jerozolimy, luty 1948

W dniu 29 listopada 1947 Zgromadzenie Ogólne ONZ przyjęło rezolucję nr 181 w sprawie rozwiązania konfliktu arabsko-żydowskiego w Palestynie, poprzez utworzenie dwóch państw: arabskiego i żydowskiego. Przywódcy społeczności żydowskiej zaakceptowali plan podziału Palestyny, chociaż wyrażali swoje niezadowolenie. Natomiast społeczność arabska sprzeciwiła się, twierdząc, że narusza ona prawa większości mieszkańców Palestyny. Arabowie spostrzegali plan podziału Palestyny jako niesprawiedliwy, ponieważ oddawał większość terytorium państwa w ręce stanowiącej mniejszość społeczności żydowskiej. Arabscy przywódcy zaczęli wzywać do „zwrócenia Palestyny jej prawowitym mieszkańcom”, „zepchnięciu Żydów do morza” i oczyszczeniu Palestyny z „syjonistycznej plagi”. Ich niezadowolenie było wzmacniane przez arabski nacjonalizm panarabizmu, głoszący zjednoczenie wszystkich ludów arabskojęzycznych. W rezultacie, 30 listopada 1947 doszło do wybuchu pierwszych aktów przemocy, które zostały uznane za pierwsze akty wojny domowej w Mandacie Palestyny. Arabowie rozpoczęli kampanię ataków na żydowską komunikację pomiędzy osiedlami żydowskimi. Kolejne zabójstwa, akty rozboju i podpalenia, pociągały za sobą akcje odwetowe żydowskich organizacji paramilitarnych Hagana, Irgun i Lechi. Liczba ofiar po obu stronach konfliktu zaczęła gwałtownie rosnąć. W grudniu 1947 i styczniu 1948 zginęło prawie 1000 osób, a ponad 2000 zostało rannych. Liczby te odpowiadały 100 ofiarom śmiertelnym tygodniowo.
Widząc niepokojący rozwój wydarzeń, Liga Państw Arabskich zdecydowała się w bezpośrednie zaangażowanie się w wojnę domową w Palestynie. W spotkaniu arabskich przywódców w Damaszku wziął udział Wielki Mufti Jerozolimy Al-Hadżdż Muhammad Amin al-Husajni. Podjęto wówczas decyzję o sformowaniu Armii Świętej Wojny. Liga Arabska była jednak zaniepokojona możliwością wzrostu wpływów klanu Husajnów i sformowała niezależną Arabską Armię Wyzwoleńczą.

## Historia
Pod koniec 1947 rozpoczęto w Egipcie formowanie oddziałów Armii Świętej Wojny. Do nowej formacji zaciągnęło się około tysiąca ochotników z muzułmańskich państw arabskich. Siły te można podzielić na trzy kategorie: (1) pół-regularne siły, które otrzymywały wsparcie wojskowe ze strony Ligi Arabskiej i stanowiły główne siły uderzeniowe; (2) siły stacjonarne, otrzymywały wsparcie Arabskiej Wysokiej Komisji i stanowiły obronę arabskich miasteczek i wiosek; (3) siły wolontariuszy, składające się z mudżahedinów działających bez potrzeby zewnętrznego wsparcia. Na ich czele stanął Abd al-Qadir al-Husajni.
Siły Armii Świętej Wojny operowały w siedmiu głównych obszarach Palestyny: (1) rejon Jerozolimy – cztery jednostki ruchome zwalczające żydowską komunikację, oraz cztery jednostki samoobrony broniące tutejszych wiosek; (2) rejon Betlejem – pięć jednostek ruchomych i kilka jednostek samoobrony; (3) rejon Ramallah – dwie jednostki ruchome i sześć jednostek wolontariuszy; (4) rejon Centralny (Lod, Ramla i Jafa) – trzy jednostki ruchome i kilka jednostek samoobrony; (5) rejon Południowy (Gaza, Chan Junus) – trzy jednostki ruchome i kilka jednostek samoobrony; (6) rejon Zachodni (Tulkarm, Kalkilja) – siły samoobrony; (7) rejon Północny (Hajfa, Akka, Nazaret, Tyberiada) – cztery jednostki ruchome i siły samoobrony.
W grudniu pierwszy oddział liczący 128 ochotników wkroczył do Palestyny, rozpoczynając od stycznia 1948 swoje działania w rejonie Jerozolimy. Główne dowództwo działań operacyjnych znajdowało się w Bir Zajt, w pobliżu miasta Ramallah. Celem ataków były konwoje żydowskie usiłujące przedostać się do oblężonej Jerozolimy, w której przebywało około 100 tys. Żydów. Aby temu przeciwdziałać, Żydzi podejmowali próby przełamania blokady i organizowali konwoje po 100 opancerzonych pojazdów. Operacje te stawały się coraz bardziej rozbudowane i angażowano w nie coraz większe siły militarne. W rezultacie tych działań wojna domowa przybrała charakter bardziej zorganizowanych starć zbrojnych. W dniu 8 kwietnia w bitwie o wieś Al-Kastal (położoną przy drodze Tel Awiw-Jerozolima) zginął Abd al-Qadir al-Husajni. Jego miejsce jako dowódcy Armii Świętej Wojny objął Hasan Salama. Jego oddział liczył 950 arabskich ochotników i 228 uzbrojonych mieszkańców okolicznych arabskich wiosek. Rejonem ich działania pierwotnie był obszar położony wokół miast Lod i Ramla, w którym atakowali żydowskie konwoje zmierzające do Jerozolimy. Jednak w dniu 5 kwietnia siły żydowskiej Hagany zaatakowały siedzibę Salama, niszcząc budynki i zabijając część jego ludzi. Salama ocalał i przeniósł swoją działalność w bardziej górzystą okolicę. W dniu 31 maja Hasan Salama zaatakował w pobliżu wioski Ras al-Ajn kolumnę pojazdów bronionych przez żołnierzy Irgunu. Podczas wymiany ognia, Salama został ciężko ranny. Zmarł od ran w dniu 2 czerwca. Wydarzenia te znacznie osłabiły morale ochotników Armii Świętej Wojny. Dowództwo objął Emil Ghuri.
W dniu 8 września 1948 Liga Państw Arabskich podjęła decyzję o utworzeniu w Strefie Gazy rządu Całej Palestyny. Palestyński rząd w dużej mierze składał się z krewnych i zwolenników klanu Husajni. W dniu 30 września 1948 Amin al-Husajni powołał w Gazie Palestyńską Radę Narodową, która 1 października ogłosiła deklarację niepodległości całej Palestyny ze stolicą w Jerozolimie. Stało się to czynnikiem pobudzającym Armię Świętej Wojny, która za swój cel stawiała sobie wyzwolenie całej Palestyny. Jednak rozwinięcie działań militarnych na większą skalę było niemożliwe z powodu braku środków finansowych. Prowadzone działania były niewystarczające i nie odegrały żadnej większej roli podczas I wojny izraelsko-arabskiej.
Jordański król Abdullah I uznał próbę przywrócenia wpływów Amina al-Husajniego w Armii Świętej Wojny za wyzwanie rzucone jego władzy i w dniu 3 października jego minister obrony nakazał na obszarach kontrolowanych przez Legion Arabski rozwiązanie wszystkich oddziałów tej armii. Rozkaz ten został bezwzględnie wykonany. Oddziały arabskich ochotników były otaczane i siłą rozbrajane.